# Crimora papillata
Crimora papillata Alder & Hancock, 1862 è un mollusco nudibranchio della famiglia Polyceridae.

## Descrizione
Corpo di colore bianco-giallo, con piccole escrescenze giallo su tutto il corpo, raccolti in linee. Rinofori giallo-arancio, piuttosto grandi, ciuffo branchiale giallo-arancio traslucido. Fino a 35 millimetri.

## Biologia
Si nutre dei briozoi Flustra foliacea e Chartella papyracea.

## Distribuzione e habitat
Oceano Atlantico orientale, dall'Inghilterra al Marocco, e mar Mediterraneo occidentale.